# Renacimiento (película)
Renaissance (Renacimiento en Español) es una película francesa de animación en blanco y negro con detalles en color del año 2006; del género ciencia ficción y policíaco, dirigida por Christian Volckman. Es una coproducción de Francia, el Reino Unido y Luxemburgo. Ganadora del premio Cristal al largometraje del Festival Internacional de Cine de Animación de Annecy.

## Argumento
En una distópica París, en el año 2054, una empresa llamada Avalon vende salud y belleza.

## Comentarios
El filme usa la técnica de captura de movimiento y computación gráfica. Los actores realizaron sus escenas llevando ropas adaptadas a la técnica de captura en movimiento, con un fondo de croma. Las escenas fueron posteriormente digitalizadas y trabajadas con técnicas de 3D y efectos especiales de postproducción para lograr la apariencia final. El presupuesto del filme alcanzó los 14 millones de euros. La realización de la película tomó seis años de trabajo.